# Bank Rozwoju Budownictwa Mieszkaniowego
Bank Rozwoju Budownictwa Mieszkaniowego S.A. (Bud-Bank S.A.) – bank istniejący w latach 1990–2002 z siedzibą w Warszawie. Był bankiem uniwersalnym, specjalizującym się w udzielaniu kredytów hipotecznych. Głównym akcjonariuszem był Bank Gospodarstwa Krajowego.

## Historia
Na podstawie umowy pomiędzy bankiem a Ministrem Gospodarki Przestrzennej i Budownictwa w latach 1993–1998 zarządzał Funduszem Hipotecznym, którego celem było wsparcie restrukturyzacji systemu finansowania budownictwa mieszkaniowego w Polsce. Fundusz zasilany był pożyczkami z instytucji międzynarodowych, jak Europejski Bank Odbudowy i Rozwoju oraz USAID, a jego celem było udostępnianie bankom komercyjnym finansowania niezbędnego do udzielania kredytów hipotecznych klientom indywidualnym. W latach 1996–1999 prezesem zarządu był Jerzy Radko.
W 1999 bank przejął Bank Spółdzielczy Rzemiosła w Gdyni z siedzibą w Sopocie w ramach procesu przymusowej restrukturyzacji, na mocy decyzji Komisji Nadzoru Bankowego. W tym samym roku Skarb Państwa wniósł posiadane przez siebie akcje banku do funduszu statutowego Banku Gospodarstwa Krajowego.
W 2000 BGK odkupił akcje banku od Narodowego Banku Polskiego oraz PKO BP, obejmując 99,9% akcji spółki.
W 2002 bank zaprzestał prowadzenia działalności operacyjnej i został włączony w struktury Banku Gospodarstwa Krajowego, wraz z 25 oddziałami. Po połączeniu licencja bankowa Bud-Banku S.A. miała zostać użyta do stworzenia banku hipotecznego, we współpracy z bankiem PKO BP. Plany te zarzucono w 2004 po rezygnacji PKO BP z uczestnictwa w projekcie i podjęto decyzję o sprzedaży banku inwestorowi zewnętrznemu, jednak nie określono harmonogramu dla tego procesu.
W 2008 nazwę spółki zmieniono na BGK Nieruchomości S.A., a w 2009 rozpoczęto proces jej likwidacji. 8 października 2010 spółka została zlikwidowana i wykreślona z KRS.